# Francis Saltus Saltus
Francis Saltus Saltus (ur. 1849, zm. 1889) – amerykański kompozytor i poeta.

## Życiorys
Urodził się 23 listopada 1849 w Nowym Jorku. Jego rodzicami byli Francis Henry Saltus i jego pierwsza żona Julia Augustus Hubbard. Jego bratem był pisarz Edgar Evertson Saltus. Studiował na Columbia University i w Roblot Institution w Paryżu. Był znany z dekadenckiego sposobu życia, zwłaszcza z zamiłowania do picia absyntu. Zmarł 24 czerwca 1889 w Riverside Sanitarium w Tarrytown. Został pochowany na Sleepy Hollow Cemetery w miejscowości Sleepy Hollow, położonej w Westchester County w stanie Nowy Jork.

## Twórczość
Francis Saltus Saltus był dość płodnym, jak na swój wiek, autorem. Wydał tomiki Honey and Gall (1873), Shadows and Ideals (1890), The Witch of En-dor and Other Poems (1891), Dreams after Sunset (1892), Flasks and Flagons, Pastels and Profiles, Vistas and Landscapes (1892), The Bayadere and Other Sonnets(1894) i Fact and Fancy (1895). Pisał między innymi sonety. Wśród jego liryków są utwory poświęcone ulubionemu trunkowi, absyntowi, w tym Lines to Absinthe. Wydawał dodatek rozrywkowy do New York Timesa zatytułowany The Thistle. Komponował też opery komiczne. Dzieła poetyckie Francisa Saltusa po jego przedwczesnej śmierci zebrał i wydał w czterech tomach jego ojciec.